# Varságh Béla
Varságh Béla (Mezőberény, 1840. augusztus 30. – Békéscsaba, 1925. október 29.) magyar gyógyszerész. 53 évig a Békéscsabai Takarékpénztár Egyesület igazgatója volt.

## Életpályája
Szülei: Varságh János és Máralaky Karolin voltak. Az általános iskolát szülővárosában járta ki. A gimnáziumot Szarvason végezte el. 1867-ben diplomázott. Ezután Orosházán és Battonyán dolgozott. 1869-ben vásárolta meg a békéscsabai gyógyszertárat. A patikát 1894-ben adta bérbe munkatársának, Réthy Bélának, aki 1911-ben vásárolta meg azt. 1899-1914 között vezette a Békéscsabai Múzeum-Egyesületet.

## Emlékezete
Halála után, 1929-ben utcát neveztek el róla, mely később az Oláh István nevet kapta. Ma ismét Varságh Béla nevét viseli.

## Díjai
- Ferenc József Rend lovagkeresztje (1904)